# Морфу (затока)
Затока Морфу (грец. Κολπος Μορφου; тур. Güzelyurt Körfezi) — розташована на півночі острова Кіпр, в районі Нікосія і входить в акваторію Середземного моря. Названа на честь довколишнього міста Морфу. Невизнана Турецька Республіка Північного Кіпру вважає затоку своїми власними територіальними водами і контролює узбережжі затоки, за винятком містечка Піргос. В районі затоки розташовуються руїни стародавнього міста Соли.